# Deborah Bianchi
Deborah Bianchi (* 23. März 1992 in Prato) ist eine italienische Fußballschiedsrichterin.
Bianchi leitet Spiele in der Serie A der Frauen sowie in der Serie D. Seit 2022 steht sie auf der Liste der FIFA-Schiedsrichter und leitet internationale Fußballspiele.
Bei der U-17-Europameisterschaft 2023 in Estland leitete sie drei Spiele, darunter das Halbfinale zwischen Spanien und England (3:1).